# Gaia da Camino
Gaia da Camino (* vor 1270; † nach dem 14. August 1311 in Portobuffolé) war eine italienische Dichterin. Sie war eine der ersten Frauen, vielleicht die erste, die in der Volkssprache schrieb.

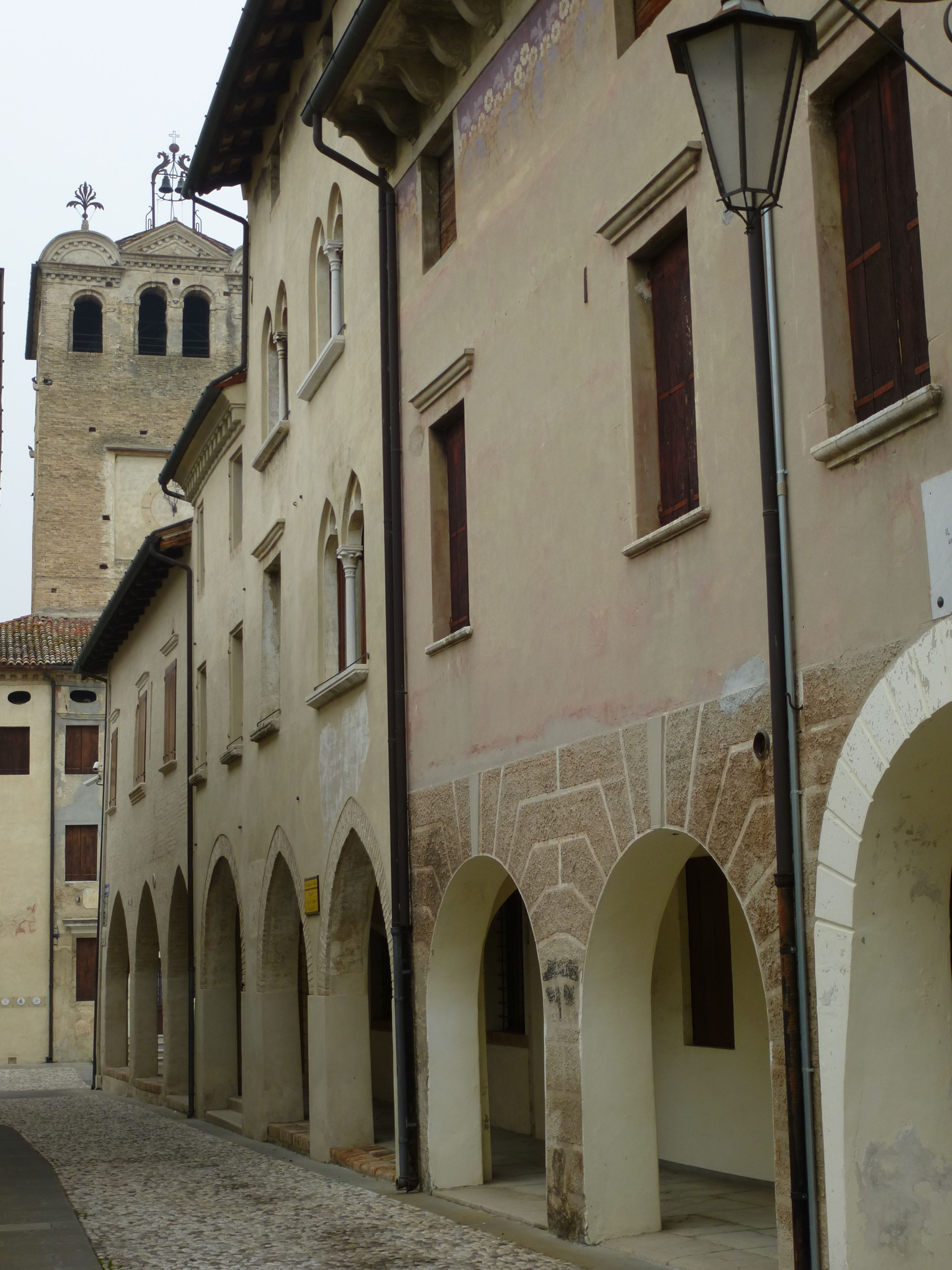
Die Casa di Gaia da Camino, das Haus der Gaia da Camino (Mitte) aus dem 13. Jahrhundert in Portobuffolé

## Leben

### Herkunft
Gaia wurde spätestens im Jahr 1270 in eine adlige Familie langobardischer Herkunft geboren. Ihr Vater hieß Gherardo, der Name ihrer Mutter ist nicht sicher überliefert. Federici nahm 1788 an, es habe sich um Chiara della Torre gehandelt, die zweite Frau des Gherardo da Camino, eine Annahme, die vielfach wiederholt wurde. Zudem hieß die Tochter Gaias ebenfalls Chiara, wenn auch deren Tochter wiederum Ailice hieß, wie die erste Frau Gherardos, Ailice del Vivaro. Welche von den beiden Frauen die Mutter Gaias war, bleibt dementsprechend unklar.
Gaias Familie stand seit dem Sturz Ezzelinos da Romano im Jahr 1259 auf dem Höhepunkt ihres Ansehens. Ihr Hof in Treviso wurde zu einem kulturellen Zentrum, auch zu einem der höfischen Dichtung. Auf den Festen im Palazzo di Sant’ Agostino traten Narren und Dichter auf, darunter Ferrarino da Ferrara.

### Ehe mit Tolberto dei Caminesi, Tochter, Erbschaften und Testament
Anlässlich ihrer Ehe mit Tolberto dei Caminesi (vor 1291) wurde Gaia mit reichem Landbesitz ausgestattet. Am 11. Juli 1301 erwarb sie zudem für 500 Lire di piccoli von den Brüdern Patriarca, Albertone und Areta, Mühlen am Sile nahe der Porta di S. Martino. Im folgenden Jahr wurde sie Universalerbin einer Frixa del fu Pietro Margniga, wahrscheinlich einer Adligen aus dem Trevisaner Gebiet.
Das in schlechtem Zustand erhaltene Testament der Frixa vom 18. Mai 1302 wurde 1904 von Giovanni Battista Picotti ediert. Darin waren auch Zuwendungen für Tolberto und für Rizzardo da Camino, also den Ehemann und den Bruder der Gaia vorgesehen. Die Aufgabe, das Bargeld aus Verkäufen für Almosen einzusetzen, übernahm Gaia; über das, was übrigblieb, sollte sie verfügen, „ad suam voluntatem“, nach ihrem Gutdünken also.
Am 28. Juli 1309 schickte der venezianische Doge Pietro Gradenigo Gaia und ihrem Mann Tolberto ein Dankesschreiben für die Verteidigung des Bistums Cittanuova gegen Briganten und sonstige Übeltäter, das zum venezianischen Gebiet zählte.
Das letzte Dokument zum Leben Gaias stellt ihr Testament dar, das sie am 14. August 1311 diktierte. Dies geschah in Gegenwart des Notars Romano di Santo Stefano im Kastell von Portobuffolé, wo sie sich, schwer erkrankt, aufhielt. Dort halfen ihr Tolberto und ein „Petro physico de Prata“, also ein Medicus aus Prata im Gebiet von Pordenone. Möglicherweise handelt es sich dabei um denselben Medicus, der seit 1303 zu den Familiaren Rizzardos zählte. Doch das Testament ist nicht im Original überliefert, wie der Herausgeber Federici zunächst glaubte – es handelte sich nur um einen Auszug. Das Original suchte Vittorio Rossi vergebens im Staatsarchiv Venedig, doch fand es schließlich Giovanni Battista Picotti, der es kritisch edierte. Damit konnte auch Rajnas Vermutung aus dem Jahr 1892 als unzutreffend beurteilt werden, die den besagten Medicus mit Pietro d’Abano gleichgesetzt hatte.
Wenige Tage nachdem das Testament aufgesetzt worden war, starb Gaia, wie das Totenbuch der Kirche San Niccolò zu Treviso bestätigt. Dort wurde auch ihre Tochter beigesetzt. Für ihre eigene „pulcra et decena sepoltura“ hatte Gaia in ihrem Testament „ducentas libras denariorum parvorum“ vorgesehen, also 200 Lire di piccoli für ihre schöne Beerdigung. Für die Fürbitten waren 100 Libra vorgesehen, weitere 50 für bauliche Maßnahmen in der Kirche, die die „testatrix“ für den gleichen Zweck vorsah.

### Dante
Gaia da Camino ist in Italien seit Dantes Göttlicher Komödie (Divina commedia) weithin bekannt. Dort, XVI, v. 127–140, räumt Dante ein, er wisse nicht, wer jener „buon Gherardo“ sei, der geradezu als Vorwurf gegen die wilden Zeiten gedeutet wird. Marco Lombardo antwortet, unter einem anderen Spitznamen kenne er ihn nicht, wenn er ihn nicht von seiner Tochter Gaia kennen würde („io nol conosco / s'io nol togliessi da sua figlia Gaia“).
Hierzu existieren zwei Interpretationslinien: die einen, belobigend wie der Anonimo Fiorentino, Francesco da Buti, Giovanni da Serravalle, Cristoforo Landino, die anderen in Gegnerschaft der Caminesi. Nach Iacopo della Lana, dem ältesten Kommentator des Dante’schen Werkes, war Gaia „donna de tale regemento circa le delectazioni amorose, ch'era notorio lo suo nome per tutta Italia“. Ihr Name sei also in ganz Italien berühmt wegen ihrer Amouren gewesen. Benvenuto da Imola stellt sie in seinem Comentum nach 1375 sogar als in der ganzen Lombardei bekannte, zügellose Frau vor: „Ista enim erat famosissima in tota Lombardia, ita quod ubique dicebatur de ea: Mulier quidem vere gaia et vana; et, ut breviter dicam, tarvisina tota amorosa; quae dicebat domino Rizardo fratri suo: procura tantum mihi iuvenes procos amorosos, et ego procurabo tibi puellas formosas“, auch wisse er über sie noch ganz andere Dinge, die jedoch die Scham verbiete zu sagen.
Giovanni Battista Picotti, der die sprachlichen Gebräuche der Zeit Dantes viel besser kannte, deutete die Nennung der Tochter 1904 als weitere Belobigung der „Güte“ – in der Sprache der Zeit war damit die virtus gemeint –, der Tugendhaftigkeit des Vaters. Der Name der Tochter gehe auf das Provenzalische zurück, auf die Poesie der Troubadoure, genauer auf das Wort gay bzw. gaio, das Dante mit höfisch verbindet, mit der Kultur der Ritterlichkeit und vor allem der leichten und anmutigen Freundlichkeit am Hof. Gherardo war also in den Augen Dantes ein Überbleibsel aus einer fast vergangenen Zeit.